# Amrita Acharya
Amrita Acharya (24 de diciembre de 1990) es una actriz nepalí conocida por interpretar a Irri en la primera y segunda temporada de la serie de HBO Juego de tronos.
Acharya nació en Katmandú, Nepal. Su padre es el doctor Ganesh Acharya y su madre es ucraniana. A la edad de trece años se trasladó a Noruega. Después de graduarse de la escuela secundaria, a los diecinueve años, se trasladó a Londres, donde desarrolló su carrera como actriz.
Actualmente vive en Noruega con su familia. Habla 4 idiomas: inglés, ucraniano, ruso y noruego.

## Filmografía seleccionada
| Año       | Título                  | Rol    | Notas                         |
| --------- | ----------------------- | ------ | ----------------------------- |
| 2011-2012 | Juego de tronos         | Irri   | Rol recurrente (13 episodios) |
| 2013      | Jeg er din              | Mina   | Rol principal                 |
| 2014      | Dead Snow 2 Red Vs Dead | Reidun | Rol secundario                |
| 2019      | Missing Link            |        | Voz                           |